# Exauce Mukubu
Exauce Mukubu (ur. 24 maja 2001) – norweski zapaśnik walczący w stylu klasycznym. Jedenasty na mistrzostwach świata w 2023 roku. 
Zajął piętnaste miejsce na mistrzostwach Europy w 2023. Srebrny medalista mistrzostw nordyckich w 2019 i 2021. 
Mistrz świata U-23 w 2023. Drugi na ME U-23 w 2023 i trzeci w 2024. Wicemistrz świata juniorów w 2021 i trzeci na ME juniorów w 2021. Trzeci na ME kadetów w 2018 roku.
Mistrz Norwegii w 2020, 2022 i 2023; trzeci w 2019 i 2021 roku.